# El Monte
El Monte je město v Los Angeles County v Kalifornii. Nachází se v San Gabriel Valley, východně od Los Angeles. V roce 2020 bylo s 109 450 obyvateli 66. nejlidnatějším městem v Kalifornii. Počty obyvatel však od 113 475 v roce 2010 klesly.

## Obyvatelstvo
| Rok          | Počet obyvatel | % ±     |
| ------------ | -------------- | ------- |
| 1920         | 1 283          | —       |
| 1930         | 3 479          | 171,2 % |
| 1940         | 4 746          | 36,4 %  |
| 1950         | 8 101          | 70,7 %  |
| 1960         | 13 163         | 62,5 %  |
| 1970         | 69 892         | 431,0 % |
| 1980         | 79 494         | 13,7 %  |
| 1990         | 106 209        | 33,6 %  |
| 2000         | 115 965        | 9,2 %   |
| 2010         | 113 475        | −2,1 %  |
| 2020         | 109 450        | −3,5 %  |
| 2021 (odhad) | 106 907        | −2,3 %  |

Počet obyvatel se od 70. let zvýšil o více než 40 %, domy nahradily známé ořechové háje. V El Monte je velká mexická a latinskoamerická komunita.